# Maoricolpus
Maoricolpus, common name the "New Zealand screw shells", là một chi ốc biển, marine động vật chân bụng động vật thân mềm trong họ Turritellidae, the Turritella snails. This genus được tìm thấy ở New Zealand và Úc.

## Species and subspecies
Các loài và phân loài thuộc chi Maoricolpus bao gồm:
- Maoricolpus finlayi Powell, 1940
- Maoricolpus roseus (Quoy và Gaimard, 1834)
  - Subspecies Maoricolpus roseus manukauensis Powell, 1931